# Boris Aleksandrow
Boris Aleksandrowicz Aleksandrow (ur. 22 lipca?/4 sierpnia 1905 w Bołogoje w obwodzie twerskim, zm. 17 czerwca 1994) – rosyjski kompozytor, dyrygent, Bohater Pracy Socjalistycznej, Ludowy Artysta ZSRR, generał major.

## Życiorys
Ojciec Aleksander Wasiliewicz Aleksandrow, również był kompozytorem i dyrygentem. W 1906 rodzina Aleksandrowów przeprowadziła się do Tweru. Boris Aleksandrow od siódmego roku życia śpiewał w chórze swojego ojca. Od 1923 do 1929 uczył się w Moskiewskim Konserwatorium. Pracował w teatrze Armii Czerwonej w latach 1929–1937. Był docentem w Moskiewskim Konserwatorium (1933–1941). Od roku 1937 był zastępcą dyrektora artystycznego zespołu Pieśni i Tańca Armii Rosyjskiej. Po śmierci ojca w 1946 roku prowadził zespół oraz nadał mu nazwę Chór im. Aleksandrowa. W tym czasie poszerzył on repertuar chóru o rosyjskie pieśni ludowe, arie operowe i swoje nowe utwory. Autor wielu baletów, operetek i pieśni patriotycznych. W 1986 przeszedł w stan odpoczynku. Po Aleksandrowie kierownikiem zespołu został Igor Agafonnikow.

## Nagrody i wyróżnienia
Został odznaczony m.in. trzykrotnie Orderem Lenina, Orderem Rewolucji Październikowej, Orderem Czerwonego Sztandaru Pracy i Orderem Wojny Ojczyźnianej I klasy. Laureat Nagrody Stalinowskiej (1950) i Nagrody Leninowskiej (1978).